# Boothiaviken

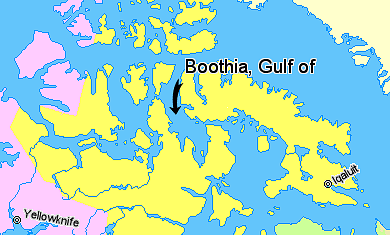
Kartan visar Boothiaviken, Nunavut, Kanada.
Nunavut
Northwest Territories
Grönland

Boothiaviken (engelska: Gulf of Boothia) är ett 700 km långt innanhav i Nunavut, Kanada. Västra delen ligger inom regionen Kitikmeot medan östra delen ligger inom regionen Qikiqtaaluk. Innanhavet avgränsas i öster av Baffinön och Melvillehalvön. I väster ligger Somersetön och Boothiahalvön. Den avgränsas av det kanadensiska fastlandet i söder. I norr finns en bred förbindelse via Prince Regent Inlet till Lancastersundet. De smala sunden Fury och Heclasundet och Bellotsundet förbinder innanhavet med Foxe Basin i sydost respektive Franklin Strait i väster. Namnet till trots är det således i strikt mening inte en vik. 

Namnet gavs av den skotska upptäcktsresanden John Ross efter engelsmannen sir Felix Booth,  mecenat på hans andra expedition på jakt efter Nordvästpassagen.